# Binnenstad (Almelo)
De Binnenstad is een wijk van de Nederlandse stad Almelo.

## Buurten
De Binnenstad bestaat uit de volgende buurten:
- Binnenstad-Noord
- Binnenstad-Zuid
- Java en omgeving
- Ulk en omgeving

Stad: Almelo      Dorpen: Aadorp · Bornerbroek · Mariaparochie (deels)      Buurtschappen: Tusveld · Bavinkel · Deldenerbroek (deels)

Wijken: Binnenstad · De Riet · Noorderkwartier · Sluitersveld · Wierdensehoek · Nieuwstraat-Kwartier · Ossenkoppelerhoek · Hofkamp · Schelfhorst · Windmolenbroek

Voormalige gemeenten: Ambt Almelo · Stad Almelo

Overijssel · Steden en dorpen in Overijssel      Nederland · Provincies · Gemeenten